# 哈里·蒂勒
哈里·艾尔弗雷德·蒂勒（英語：Harry Alfred Tyrer，2001年12月6日—），是一名英格蘭職業足球員，司職守門員，現時效力英格兰足球超级联赛球會埃弗顿。

## 球會生涯
蒂勒在7歲時便進入埃弗顿青年學院學習踢球，2020年1月20日與球會簽下首份職業合約，雙方在2022年1月11日續約至2025年6月。
2022年7月8日，他被外借到英格蘭足球全國聯賽北球會車士打至球季結束，在那裡他在各項賽事共上場55次。2023年6月27日，蒂勒被外借到全國聯的切斯特菲尔德，同樣至球季結束。2024年4月，蒂勒與埃弗顿續約至2026年。效力切斯特菲尔德期間他在各項賽事共上場43次，助球隊晉級至英格兰足球联赛。
2024年8月27日，他再一次被外借整個球季，這次是英格蘭足球甲級聯賽球會黑池。9月3日，他首次代表新球隊上場參加英格蘭足球聯賽錦標賽對克鲁的賽事，最終球隊以4-1取勝。